# Церковь Святого Иакова (Сидней)
Церковь Святого Иакова (англ. St James' Church) — англиканская церковь в Сиднее, расположена на Кинг-стрит на северной границе Гайд-парка между улицами Элизабет-стрит и Маккуори-стрит.
Открыта 11 февраля 1824 года во время губернаторства Лаклана Маккуори, здание является одним из старейших религиозных строений города.
В отличие от большинства церквей англиканской епархии Сиднея, в церкви Святого Иакова придерживаются направления Высокой церкви, с дореформационным традиционным богослужением, пением псалмов и гимнов. В то же время, здесь более либеральное отношение в епархии к некоторым вопросам, в частности, сексуальности и рукоположения женщин.
У храма находятся часовня Святого Духа и детская часовня. При церкви действует воскресная школа. Само здание включено в Register of the National Estate, реестр мест природного и культурного наследия Австралии.